# Уряд Сейшельських Островів
Уряд Сейшельських Островів — вищий орган виконавчої влади Сейшельських Островів.

## Голова уряду
- Президент — Денні Фор (англ. Danny Faure).
- Віце-президент — Вінсент Мерітон (англ. Vincent Meriton).

## Кабінет міністрів
Склад чинного уряду подано станом на 10 січня 2017 року.
| Логотип | Міністерство                                                         | Міністр                                     | Фото | Час на посаді | Час на посаді | Партія | Партія | Вебсайт |
| ------- | -------------------------------------------------------------------- | ------------------------------------------- | ---- | ------------- | ------------- | ------ | ------ | ------- |
|         | Державний секретар                                                   | Марі-Луїза Поттер (Marie-Louise Potter)     |      |               |               |        |        |         |
|         | Міністерство закордонних справ                                       | Марі-Луїза Поттер (Marie-Louise Potter)     |      |               |               |        |        |         |
|         | Міністерство внутрішніх справ                                        | Мітсі Лару (Mitcy Larue)                    |      |               |               |        |        |         |
|         | Міністерство екології, енергетики та кліматичних змін                | Дід'є Доглі (Didier Dogley)                 |      |               |               |        |        |         |
|         | Міністерство житла, інфраструктури та наземного транспорту           | Шарль Бастьєн (Charles Bastienne)           |      |               |               |        |        |         |
|         | Міністерство зайнятості, розвитку підприємництва та бізнес-інновацій | Воллес Косгроув (Wallace Cosgrow)           |      |               |               |        |        |         |
|         | Міністерство молоді, спорту і культури                               | Ідіт Александер (Idith Alexander)           |      |               |               |        |        |         |
|         | Міністерство місцевого управління                                    | Максузі Мондон (Macsuzy Mondon)             |      |               |               |        |        |         |
|         | Міністерство освіти та розвитку людських ресурсів                    | Жоель Морган (Joel Morgan)                  |      |               |               |        |        |         |
|         | Міністерство охорони здоров'я і соціальних справ                     | Жан-Поль Адам (Jean-Paul Adam)              |      |               |               |        |        |         |
|         | Міністерство сільського господарства і риболовлі                     | Майкл Бенстронг (Michael Benstrong)         |      |               |               |        |        |         |
|         | Міністерство туризму, цивільної авіації, моря і портів               | Моріс Лусто-Лалан (Maurice Loustau-Lalanne) |      |               |               |        |        |         |
|         | Міністерство фінансів, торгівлі та економічного планування           | Пітер Ларос (Peter Larose)                  |      |               |               |        |        |         |
|         | Міністр за призначенням                                              | Максузі Мондон (Macsuzy Mondon)             |      |               |               |        |        |         |